# American Piano Company

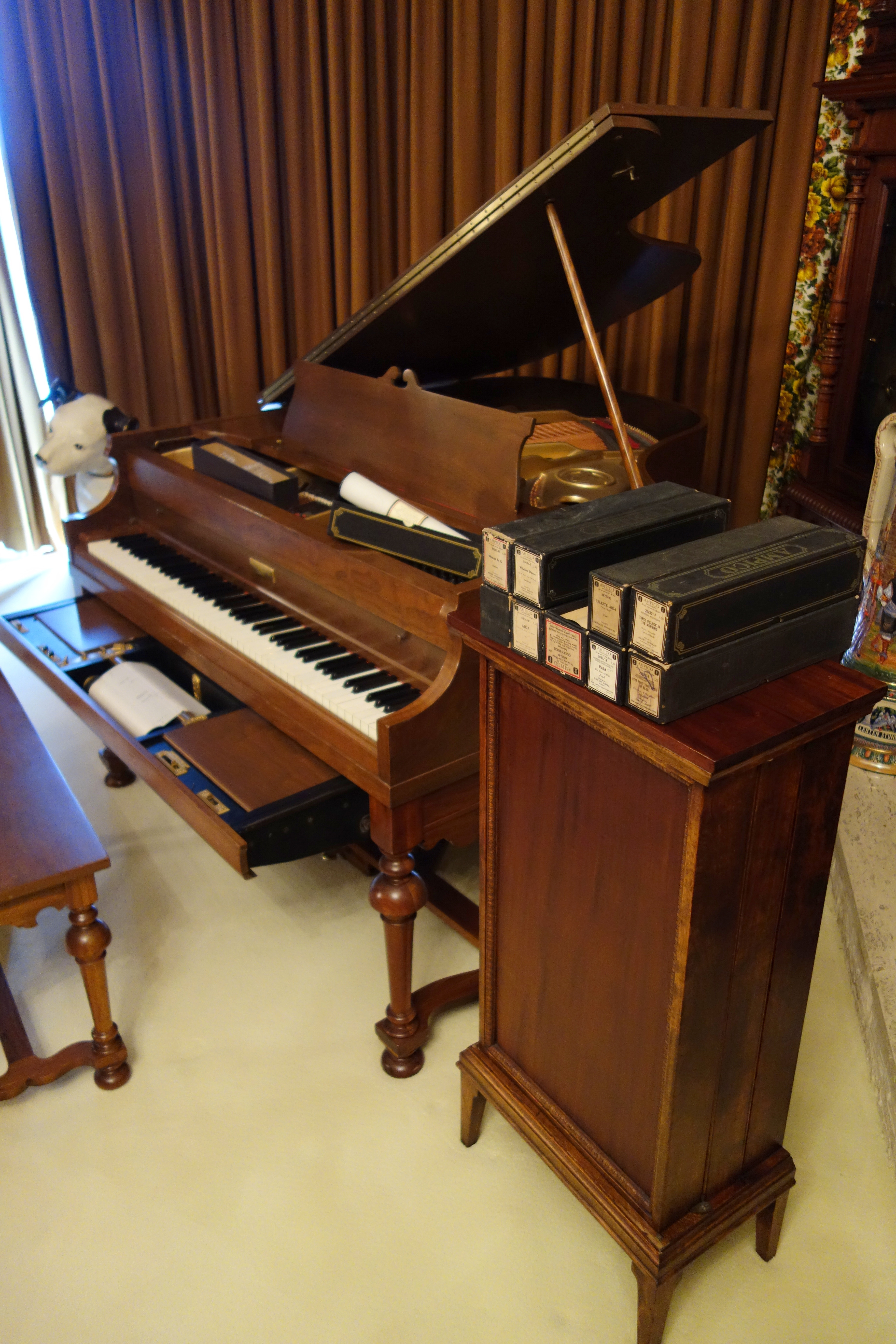
Pianoforte automatico Ampico nel Museo Musicale di Bayernhof

American Piano Company (abbr. Ampico) è stato un produttore di pianoforti americano con sede a East Rochester, New York, noto fin dall'inizio per la produzione di pianoforti automatici di alta qualità. La compagnia fu fondata nel 1908 sotto l'egida di Wm. Knabe & Co. di Baltimora come fusione tra Chickering & Sons di Boston, Haines Brothers, Marshall & Wendell e Foster, Armstrong & Company, tutti di Rochester.

## Storia
Dal 1913 Ampico era uno dei principali produttori di pianoforti automatici, gli altri erano Duo-Art (1913) e Welte-Mignon (1905). Il pianoforte automatico e il meccanismo di riproduzione era stato progettato da Charles Fuller Stoddard (1876-1958). Un grande numero di illustri pianisti classici e popolari, come Sergei Rachmaninoff (1873-1943), Leo Ornstein (1892-2002), Winifred MacBride e Marguerite Volavy (1886-1951), registrarono per Ampico e i loro rulli sono una testimonianza di quella che era la pratica estetica e musicale del XIX e dell'inizio del XX secolo. Nel 1929 Ampico si trovò in gravi difficoltà economiche e fu infine rilevata dalla Aeolian Company, un produttore di pianoforti e organi automatici. La società combinata, nota come Aeolian-American Corp., subì diversi cambi di proprietà prima di dichiarare bancarotta nel 1985.
Nonostante il declino di Ampico, la compagnia non chiuse ufficialmente fino al 1941. L'ultimo modello introdotto fu l'Ampico Spinet Reproducing Piano, che aveva tutte le funzionalità di un pianoforte automatico e sebbene avesse un costo basso di 495 dollari, fallì ancora nelle vendite.

## Rythmodik Music Corporation
Nel maggio 1918 la Divisione Music Roll della American Piano Company divenne una società separata e d'ora in poi fu chiamata Rythmodik Music Corporation, con sede a Belleville, nel New Jersey.
Originariamente chiamata Despatch dal nome della società di trasporti che aveva creato diverse dozzine di negozi di auto nella zona, la città è stata anche sede di un gigante della produzione musicale per buona parte del XX secolo. Annidato tra i binari della ferrovia centrale di New York e Commercial Street, l'edificio di 250.000 metri quadrati progettato da Henry Ives fu il primo edificio industriale negli Stati Uniti ad essere costruito in cemento armato.
Famosa per la sua abilità artigianale, l'American Piano Company è stata il più grande distributore e produttore di pianoforti al mondo entro la metà degli anni '20. La popolarità dello strumento raggiunse il suo culmine in quel decennio grazie a un aumento della prosperità ed un crescente interesse per la musica, stimolato da fonografi e radio. I produttori di pianoforti in tutto il paese non sarebbero andati altrettanto bene nel decennio successivo. Mentre oltre 347.000 pianoforti erano stati acquistati negli Stati Uniti nel 1923, solo 51.000 unità furono vendute otto anni dopo.